# Echovenator
Echovenator — рід примітивних зубатих китів з пізнього олігоцену (чаттських) морських відкладень у Південній Кароліні, що належать до Xenorophidae.

## Опис і палеобіологія
Echovenator відрізняється від інших ксенорофід тим, що має придаткову ямку та зрощені лобно-носові та щелепно-щелепні шви. Структура вушної кістки показує, що цей одонтоцет був явно здатний до ехолокації.